# Xénophyophore
Xenophyophoroidea, Xenophyophorea
Super-famille

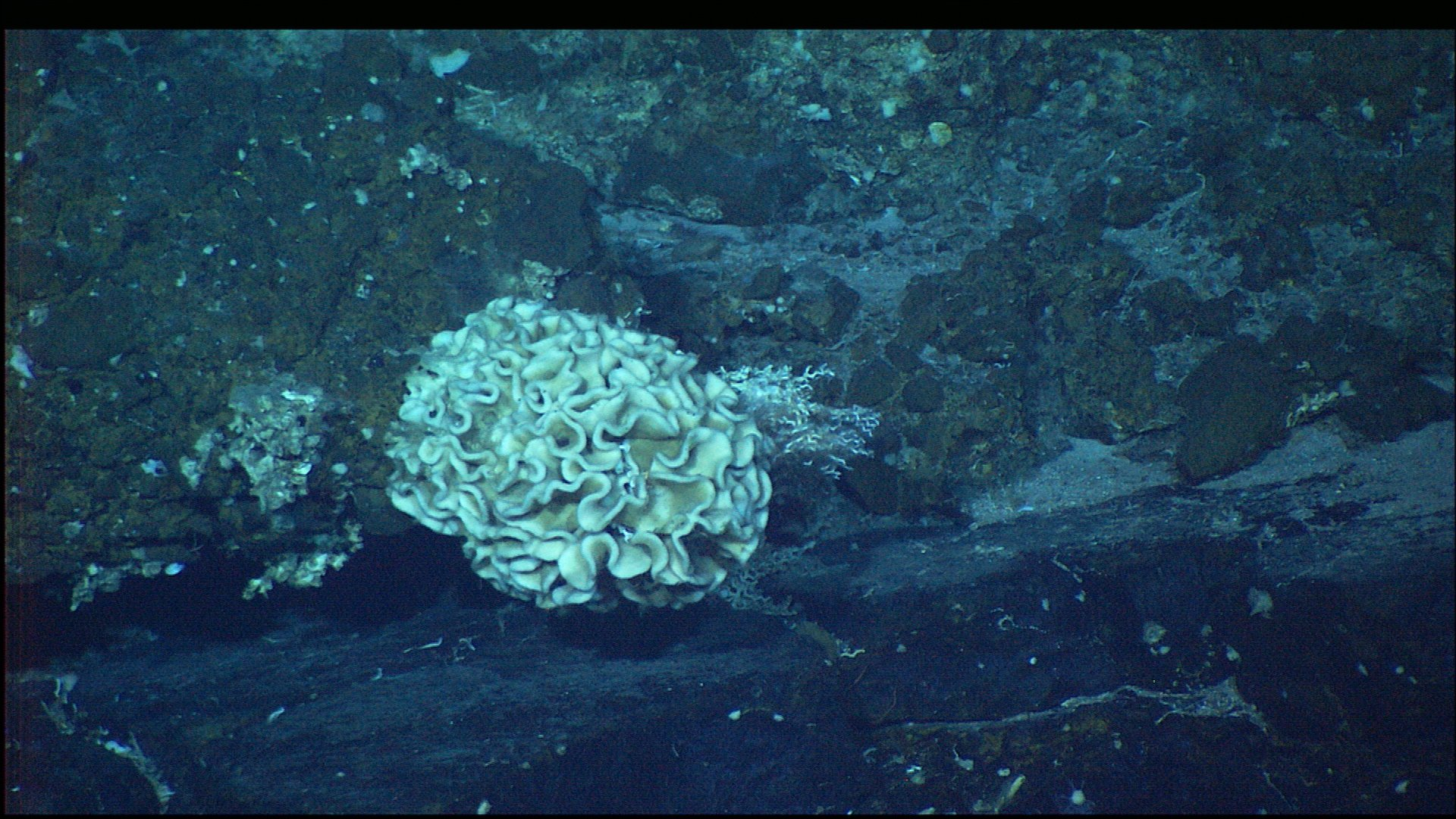
Xénophyophore de la dorsale médio-atlantique.

Les xénophyophores (Xenophyophoroidea ou Xenophyophorea) sont une super-famille de foraminifères piézophiles de la classe des Monothalamea. Ces espèces sont remarquables par leur taille considérable pour de tels organismes, dont certains, tels Syringammina fragilissima, figurent parmi les plus grands organismes unicellulaires connus, pouvant atteindre une vingtaine de centimètres dans leur plus grande dimension.

## Description et caractéristiques
Ils peuvent se présenter comme des disques aplatis ou sous des formes tétraédriques, sphéroïdales ou ellipsoïdales froncées. Ils se développent comme une cellule unique formée de centaines de tubes ramifiés et interconnectés formant une structure appelée granellare. Ce granellare contient un cytoplasme riche en cristaux de sulfate de baryum (barytine, BaSO4) et parfois d'autres minéraux et dans lequel se trouvent de très nombreux noyaux distribués aléatoirement. Il sécrète une sorte de ciment organique qui se charge en particules de sédiments, de sable et de matières excrétées (pastilles fécales, appelées stercomes) pour former un test rigide assurant à l'ensemble une résistance mécanique malgré tout assez faible. Le nom de xénophyophore provient de racines grecques pouvant être traduites par « qui porte des corps étrangers ».

## Écologie
On les trouve en abondance dans les plaines abyssales jusqu'au fond des fosses océaniques, par exemple celle des Mariannes, à plus de 10 000 m de profondeur. Ils seraient particulièrement abondants au large de la Nouvelle-Zélande et au fond des eaux équatoriales de l'océan Pacifique, où ils pourraient représenter l'essentiel de la biomasse. On peut en compter jusqu'à 20 individus par m2, ce qui en fait les organismes dominants de certaines régions abyssales. Ils pourraient jouer un rôle important dans l'écosystème benthique par la bioturbation des sédiments et en hébergeant d'autres organismes : des études ont montré que les régions où les xénophyophores dominent présentent trois à quatre fois plus de crustacés, d'échinodermes et de mollusques benthiques que les régions équivalentes dépourvues de xénophyophores ; ils accueillent par ailleurs de nombreux hôtes commensaux tels que des isopodes (par exemple du genre Hebefustis), des siponcles, des polychètes, des nématodes et des copépodes harpaticoïdes (en), dont certains peuvent être hébergés de façon semi-permanente au sein de leur test. Les ophiures semblent également entretenir une relation particulière avec les xénophyophores car on les trouve très souvent à leur contact direct.

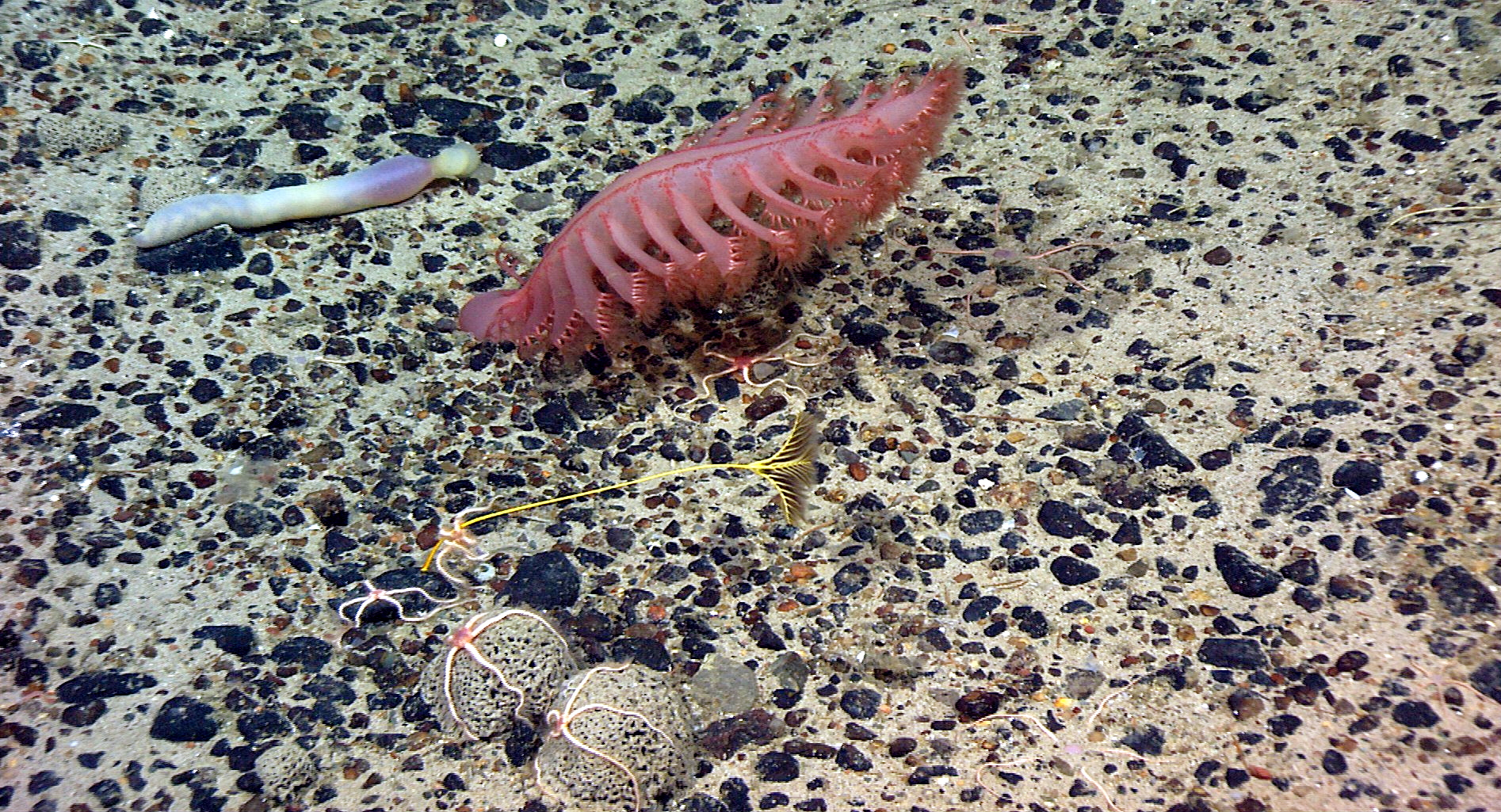
Association remarquable d'organismes benthiques des monts sous-marins de la Nouvelle-Angleterre montrant un échiurien, un pennatule, un crinoïde et deux gros xénophyophores (en bas) chacun dans les bras d'une ophiure.

Les xénophyophores sont difficiles à étudier en raison de leur très grande fragilité. Les spécimens récoltés sont toujours endommagés et ne peuvent être valablement étudiés en culture. C'est la raison pour laquelle on ne sait que peu de choses sur leur mode de vie. Leur abondance dans tous les océans pourraient en faire des organismes indispensables au maintien de la biodiversité des écosystèmes benthiques.
Les xénophyophores sont des organismes essentiellement détritivores qui s'incrustent dans le sédiment boueux du plancher océanique. Ils sécrètent une substance visqueuse lorsqu'ils s'alimentent, formant un mucus qui peut recouvrir des surfaces importantes dans les zones où les xénophyophores sont abondants. Ils semblent se nourrir de la même façon que les amibes, en émettant des pseudopodes autour des particules à absorber. Leur régime alimentaire pourrait également être riche en bactéries, comme le laisse penser la teneur élevée en lipides de leur cytoplasme. Ils sont généralement épifauniques, mais Occultammina profunda est une espèce de xénophyophore connue pour s'enfoncer 6 cm sous la surface du sédiment.

## Conservation
En Atlantique Nord-Est, cette famille est indicatrice des écosystèmes marins vulnérables au niveau desquels la pêche de fond est interdite au delà de 400m de profondeur.

## Liste des familles et genres
Selon World Register of Marine Species (27 mars 2017) :
- famille Cerelasmidae Tendal, 1972
- famille Psammettidae Tendal, 1972
- famille Psamminidae
- famille Stannomidae Haeckel, 1889

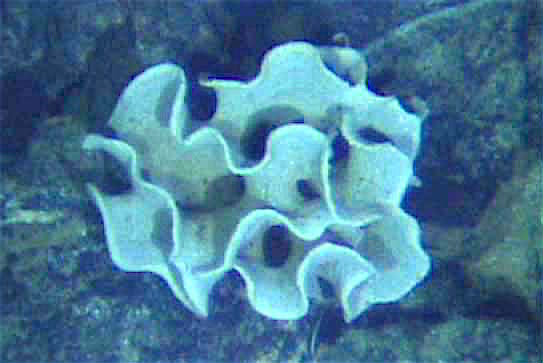
Xénophyophore

- famille Syringamminidae Tendal, 1972
- genre Nazareammina Gooday, Aranda da Silva & Pawlowski, 2011
- genre Shinkaiya Lecroq, Gooday, Tsuchiya & Pawlowski, 2009